# 艾伯特大街
艾伯特大街（Ebertstraße）是德国首都柏林市中心区的一条大街，北起勃兰登堡门，南到波茨坦广场。 

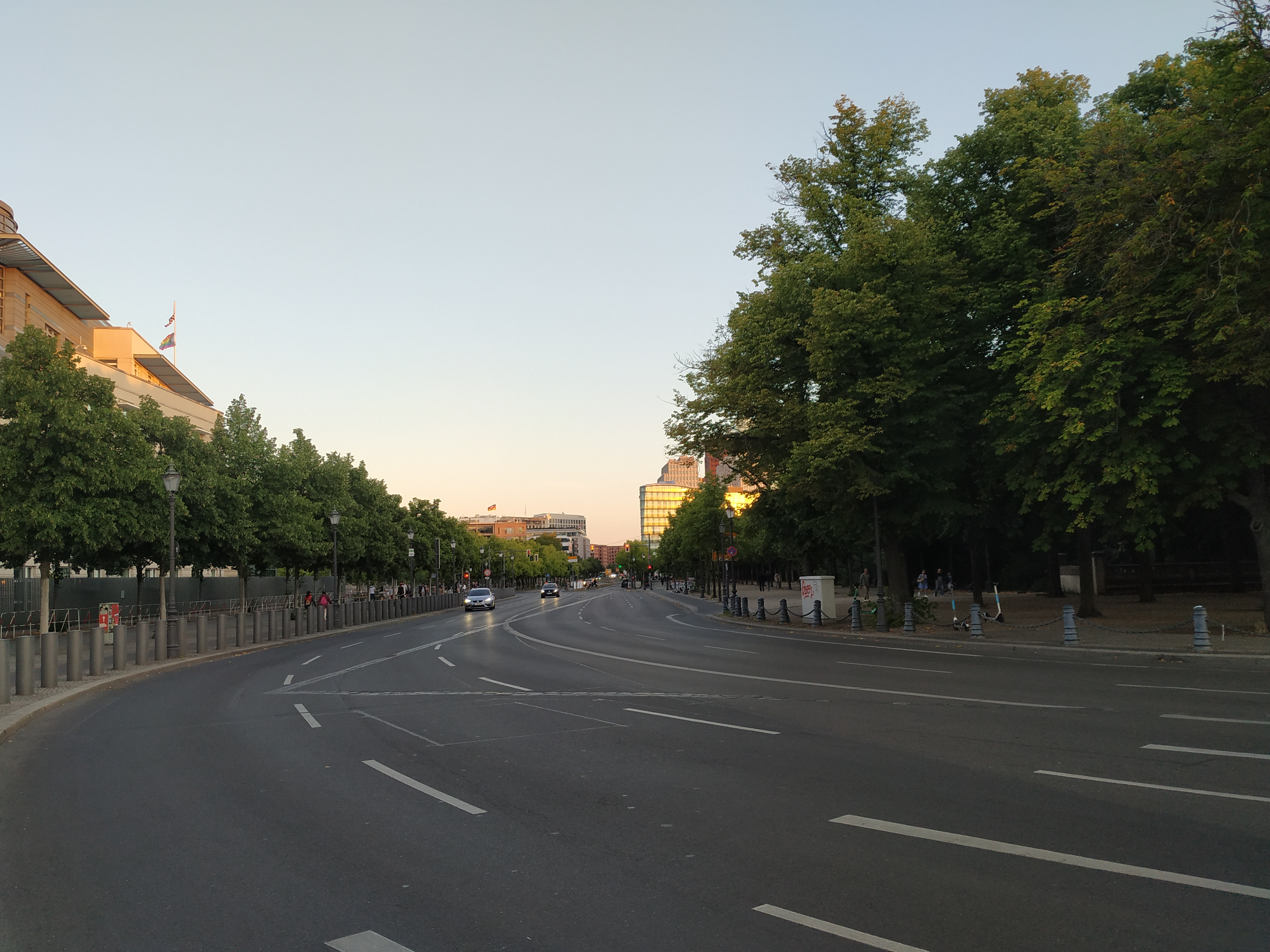

艾伯特大街沿着巨大的森林公园Tiergarten的东部边缘，美国新大使馆兴建于东侧北段，向南经过Behrenstraße，是欧洲犹太人大屠杀纪念碑。除此之外，是Ministergarten，老外交部大楼后面的威廉大街上的花园，现在有许多现代办公大楼。在这条街的南端，经过西侧的Lennéstraße路口，是波茨坦广场重建的娱乐区。
这条街原是柏林中世纪堡垒的城墙，连接勃兰登堡门和波茨坦门（现在波茨坦广场）。城墙拆除后改建为街道。1866年普奥战争以后，更名为克尼格雷茨大街，以庆祝普鲁士在克尼格雷茨战役中战胜奥地利。第一次世界大战后，这个街名被认为太过军事化，于是更名为布达佩斯大街（今天位于蒂尔加滕南侧的 布达佩斯大街当时是选帝侯路堤的东部延长线）。魏玛共和国首任总统弗里德里希·艾伯特于1925年去世，1930年这条街更名为艾伯特大街，但是到1935年，在纳粹统治下，被称为赫尔曼-戈林大街，得名于赫尔曼·戈林元帅，其官邸距此很近。 
在1930年代中叶，几乎整条街都被挖开，兴建柏林地铁南北连接线 从菩提树下大街到Yorckstraße，经过波茨坦广场和Anhalter火车站。这一构想最初在1914年提出，但是详细规划直到1928年才制定，等到1933年才批准。工程开始于1934年，但是在1936年夏季奥林匹克运动会之前完成的决定，意味着忽视了安全措施：1935年8月20日，勃兰登堡门南侧的隧道坍塌，埋葬了23名工人，其中只有4人幸存；1936年10月28日波茨坦广场车站附近的大火摧毁了关键设备。这一段直到1939年4月15日才最终开放。
1947年7月31日，二战结束以后，这条街又恢复艾伯特大街原名。从1961年到1989年，沿线修筑了柏林墙。